# Macromitrium yuleanum
Macromitrium yuleanum là một loài Rêu trong họ Orthotrichaceae. Loài này được Broth. & Geh. mô tả khoa học đầu tiên năm 1895.